# Сущинський Віталій Володимирович
Віталій Сущинський (1 червня 1890 — 8 жовтня 1938) — білоруський авіатор та мандрівник. Жертва сталінського терору.  
Учасник Першої світової війни, першовідкривач повітряних трас в Ненецькому національному окрузі. 

## Життєпис
Народився 1 червня 1890 в селі Голдабурщіне Могильовської губернії в родині священика.  
За національністю — білорус.  
Навчався в реальному училищі в Могильові. Закінчив механіко-технічне училище у В'язниках у 1910, працював токарем по металу в механічному цеху морського порту у Владивостоці в 1911. 
У 1911 став вчитися пілотування.  
Був учнем-пілотом і авіамеханіком у одного з перших російських авіаторів Якова Сєдова-Сєрова.  
Влітку 1912 вступив першим учнем до Далекосхідної Аероклубної школи при Спаському військовому аеродромі.  
Восени того ж року закінчив школу, після чого став завідувачем цією школою та її авіаційним інструктором. 
На початку Першої світової війни мобілізований на службу з охорони прикордонних судів на річці Уссурі.  
Восени 1914 телеграфував до Петрограду, в канцелярію князя Олександра Михайловича, про бажання йти добровольцем-льотчиком на фронт. 
Був направлений на Теоретичні курси авіації при Петроградському політехнічному інституті. 
Був льотчиком-розвідником на Західному фронті. Служив авіаінструктором Севастопольської військової школи в 1915 — 1917 роках.  
6 грудня 1915 йому отримав звання молодшого унтер-офіцера, 9 грудня 1916 — прапорщика інженерних військ, 25 квітня 1917 — військового льотчика.  
За хоробрість Віталій Сущинський був нагороджений солдатськими Георгіївськими хрестами 4-й, 3-й і 2-го ступеня. 
Після Жовтневого перевороту брав участь у Громадянській війні на боці Червоної армії.  
У 1918 — командир 1-го авіазагону Сибіру в армії Сергія Лазо в Забайкаллі.  
Після передислокації загону до Спаська був викликаний до Владивостока у справах, пов'язаних із забезпеченням загону.  
Його приїзд співпав з повстанням Чехословацького корпусу у Владивостоці, в результаті якого Сущинський виявився на території, зайнятій білими.  
Кілька місяців він переховувався, але після оголошення Колчаком загальної мобілізації був відправлений до Спаська інструктором авіашколи, яка перебувала в той час під контролем білих.  
У квітні 1920 Спаськ зайняли японські інтервенти, і Віталій пішов у сопки з червоними партизанами, де знаходився до закінчення бойових дій. 
Повернувшись до Владивостока, прийняв пропозицію перегнати з Харбіна до Благовєщенська літак конструктора Івана Діля, який закуповувався представником України для благовіщенського авіазагону.  
Однак під час випробування літака льотчиком Авакуменком він зазнав катастрофи і пілот загинув.  
Після цього Сущинський не став повертатися до Владивостока.  
Працював у Харбіні електромеханіком з висвітлення поїздів, потім став шофером автобуса.  
Восени 1922 перейшов до тракторного загону, який прямував до Західного Сибіру. Був знятий з поїзда і за підозрою «сумлінного переходу до білих в 1920 році» відданий під суд військового трибуналу Західно-Сибірського військового округу.  
У період слідства жив з підпискою про невиїзд і працював на ремонті автотранспорту при представництві ДПУ по Сибіру.  
30 січня 1923 справу було припинено за недоведеністю доказів.  
Після цього Сущинський був діловодом при Сібревкомі, потім, до демобілізації в травні 1924  — льотчиком 16-го окремого розвідувального авіазагону в Новоніколаєвську (нині Новосибірськ ).  
З травня 1924 по 1926 працював інструктором повітряного спорту в Могильові, потім токарем по металу на механічному заводі «Відродження». 
Восени 1926 у зв'язку зі смертю батька Сущинський повернувся до рідного села, де зайнявся хліборобством.  
У 1927 призваний на півторамісячний табірний збір на Дретуньському аеродромі, потім повернувся на Голдабурщину. 
У 1930, після початку колективізації, як офіцер царської армії і «кулак» підданий адміністративному висланню в Північний край терміном на 5 років.  
До 1932 працював у Архангельську слюсарем з ремонту, машиністом пароплава «Слон».  
27 березня 1932 запрошений мотористом в Кемське відділення авіації ОДПУ.  
9 лютого 1933 переведений льотчиком на авіабазу Ухтпечтреста НКВД, де пропрацював до 1 травня 1935.  
Літав в райони Нар'ян-Мара, Салехарда, Котласа. Керував гідролітаками.  
1 серпня 1935 за особистою заявою прийнятий пілотом до авіації Ненецького ОІКа в Нар'ян-Марі. Працював разом з льотчиком Самуїлом Клебановим. На літаку У-2 проклав повітряні траси: Нар'ян-Мар — Тобседа ; Нар'ян-Мар — Індіга — Нижня Пеша та інші.  
У сезон 1935 — 1936 здійснив 150 безаварійних польотів. 
У 1937 заарештований за звинуваченням у порушеннях льотних правил, знищення літакового парку, «розмовах контрреволюційного змісту» і ув'язнений в Архангельську в'язницю. Перебування Сущинського в Харбіні на початку 1920-х слідство трактувало так: «... в 1920 р, у зв'язку з розгромом білих, емігрував до Харбіну і там встановив зв'язок з японською розвідкою.
У 1922 за завданням цієї розвідки був засланий на територію СРСР, тут займався шпигунською діяльністю, шкідництвом і контрреволюційної агітацією».  
Був засуджений за статтями 58, 59 КК РРФСР (шкідництво і контрреволюційна діяльність) і засуджений до вищої міри покарання. Розстріляний 8 жовтня 1938. Посмертно реабілітований 2 лютого 1958. 

## Родина
У Віталія Сущинського був брат Всеволод. Він також був льотчиком і разом з братом брав участь у Першій світовій війні. Сестра — Лідія Ляске.  
Віталій Сущинський був двічі одружений. Перша дружина — Надія Сущинська. Друга дружина Марія була молодшою Віталія на 17 років, у них народилося двоє дітей. Батьки Сущинського — Володимир і Ганна. 

## Пам'ять
28 червня 2011 ім'ям Сущинського була названа вулиця в Нар'ян-Марі. 